# 4340 Dence
4340 Dence је астероид главног астероидног појаса чија средња удаљеност од Сунца износи 2,392 астрономских јединица (АЈ).
Апсолутна магнитуда астероида је 13,1.